# حركة التوحيد والجهاد في غرب إفريقيا
حركة التوحيد والجهاد في غرب إفريقيا كانت منظمة إرهابية انفصلت عن تنظيم القاعدة في بلاد المغرب الإسلامي بهدف نشر الجهاد عبر قسم أكبر من غرب إفريقيا، بالإضافة إلى المطالبة بطرد جميع المصالح الفرنسية ( وخاصة العسكرية والموارد) التي تعمل في غرب إفريقيا، والتي يعتبرونها "جزء من احتلال استعماري".
وكانت عملياتها مقتصرة إلى حد كبير على جنوب الجزائر وشمال مالي . واستمرت الجماعة في الانتساب إلى تنظيم القاعدة في بلاد المغرب الإسلامي، وفرض عليها مجلس الأمن التابع للأمم المتحدة عقوبات في عام 2012.
اندمجت إحدى فصائل الجماعة مع الملثمين بقيادة مختار بلمختار في جماعة جديدة تسمى المرابطون في عام 2013.

## التاريخ
انفصلت حركة التوحيد والجهاد في غرب إفريقيا عن تنظيم القاعدة في بلاد المغرب الإسلامي في منتصف عام 2011 بهدف مزعوم يتمثل في نشر الجهاد في مناطق غرب أفريقيا التي لم تكن ضمن نطاق تنظيم القاعدة في بلاد المغرب الإسلامي. ويعتقد بعض المحللين أن انقسام حركة التوحيد والجهاد في غرب إفريقيا بقيادة الأفارقة السود كان نتيجة للهيمنة الجزائرية على قيادة تنظيم القاعدة في بلاد المغرب الإسلامي.
أصدرت حركة التوحيد والجهاد في غرب إفريقيا مقطع فيديو أشار إلى تقاربها الأيديولوجي مع شخصيات مثل مؤسس تنظيم القاعدة أسامة بن لادن وزعيم طالبان الملا عمر ، لكنها ركزت بشكل أكبر على الشخصيات التاريخية من أصل غرب إفريقي، مدعية أنها "أحفاد أيديولوجيين" لشيخو أمادو وعثمان دان فوديو والحاج عمر تال. كانت الجماعات التابعة لتنظيم القاعدة في الجزائر ومالي والنيجر وموريتانيا موجودة منذ عقد على الأقل قبل تأسيس الجماعة وتصاعدت بعد الحرب الأهلية الليبية عام 2011 وتدفق الأسلحة في منطقة الصحراء.
وفي أعقاب معركة جاو ، حذرت حركة التوحيد والجهاد في غرب إفريقيا من أنها لن تتردد في مهاجمة أي دولة أو أفراد قد يشاركون في قوة غزو داخل منطقة أزواد.  وفي 20 ديسمبر/كانون الأول 2012، أصدر مجلس الأمن التابع للأمم المتحدة القرار رقم 2085 الذي فرض عقوبات على الجماعة كجزء من "قائمة عقوبات القاعدة".
في معركة كونا في يناير 2013 ، تمكنت حركة التوحيد والجهاد في غرب إفريقيا من السيطرة مؤقتًا على كونا قبل أن تجبرها قوات الجيش المالي والقوات المسلحة الفرنسية المتحالفة معها على التراجع.
في أغسطس 2013، اندمج فصيل من الجماعة بقيادة أحمد التلمسي مع كتيبة الملثمين في جماعة تسمى المرابطون . واستمر فصيل آخر من حركة التوحيد والجهاد في غرب إفريقيا بقيادة السلطان ولد بادي في العمل بشكل مستقل.

## القيادة
ويعتقد الإعلام المحلي أن الموريتاني حمادة ولد محمد خيرو هو أول زعيم للمجموعة، باعتباره المتحدث الرئيسي في مقطع الفيديو الذي تم تسجيله في 12 ديسمبر 2011. وأصدرت السلطات الموريتانية مذكرة اعتقال دولية في 28 ديسمبر 2011. وكان من بين الأعضاء الرئيسيين الآخرين الجزائري أحمد التلمسي والمالي سلطان ولد بادي ، الذي تصفه السلطات المالية بأنه "مهرب مخدرات".  وكان عمر ولد حماها القائد العسكري لحركة التوحيد والجهاد في غرب إفريقيا ("رئيس الأركان")،  قبل أن تقتله قوات الأمن الفرنسية في مارس 2014.

## وصف التنظيم في الصحف الجزائرية
ذكر موقع صحيفة الوطن الجزائرية في تقرير صادر بتاريخ 3 مايو أن الحركة التي توصف بأنها مسلحة بشكل جيد وممولة بشكل جيد أيضا، أصبحت «أخطر منظمة إرهابية في شمال مالي».
كما قال تقرير نشر بموقع صحيفة ليبرتيه الجزائرية في 20 مايو: «تُعرف الهضبة الصحراوية الشاسعة الممتدة من منطقة تساليت في أقصي شمال مالي إلى مدينة غاو بأنها معقل حركة التوحيد والجهاد في غرب أفريقيا حيث تفرض الحركة سيطرتها بلا منازع على عدد من القرى في تلك المنطقة.» وقالت مصادر جزائرية إن الحركة هي أيضا «أكثر الجماعات المسلحة نفوذا لأنها تتشكل من عصابات لتهريب المخدرات، ولأنها أيضا استولت على كمية كبيرة من الأسلحة الثقيلة القادمة من ليبيا.»
وأضافت صحيفة ليبرتيه الجزائرية أن هذه الجماعة المسلحة «لا تفوت فرصة لتضيف المزيد إلى خزائنها باللجوء إلى عمليات الاختطاف بالإضافة إلى نهب المدن.» ومن الصعب تقييم مدى صحة هذه التقارير الصحفية وخاصة لأن وسائل الإعلام الجزائرية بشكل عام معادية للجماعات الإسلامية المسلحة.
وقد أعلنت حركة التوحيد والجهاد عن مسؤوليتها عن اختطاف ثلاثة رهائن أوربيين، إيطالي وإسبانيين، في غرب الجزائر في أكتوبر 2011، وسبعة دبلوماسيين جزائريين في مدينة گاو في أبريل 2012.
وقالت تقارير إن الحركة طلبت 30 مليون دولار مقابل إطلاق سراح الرهائن الأوربيين، و15 مليون دولار لإطلاق سراح الدبلوماسيين الجزائريين. كما تطالب الحركة نفسها بإطلاق سراح اثنين من سكان الصحراء الغربية تم اعتقالهم من قبل القوات الموريتانية.
وتفيد التقارير بأن حركة التوحيد والجهاد في غرب أفريقيا «انفصلت عن جماعة القاعدة في بلاد المغرب الإسلامي لكي تنشر فكر الجهاد في غرب أفريقيا بدلا من أن تكتفي فقط بمنطقة المغرب أو منطقة الساحل».
وقال موقع صحيفة لو كوريه الجزائرية في 28 أبريل: «تتشكل حركة التوحيد والجهاد في غرب أفريقيا في الأساس من موريتانيين وماليين وهي تعمل نيابة عن جماعة القاعدة في بلاد المغرب الإسلامي»، بينما تقول صحيفة الوطن الجزائرية إن الحركة «تتشكل في الأساس من عرب».
وليس من الواضح ما هو تشكيل القيادة العليا للحركة، لكن حماده ولد خيرو يوصف على أنه زعيم هذه الحركة، وذلك وفقا لصحيفة لو كوريه الجزائرية التي كتبت: «ولد خيرو هو زعيم حركة التوحيد والجهاد في غرب أفريقيا وعضو المجلس الاستشاري للحركة»، بينما يوصف عدنان أبو وليد صحرواي بأنه المتحدث الرسمي باسم الحركة.

## أحداث
كان الظهور الأول لحركة التوحيد والجهاد في غرب أفريقيا في 22 أكتوبر 2011، عندما اختطفت الجماعة ثلاثة عامل إغاثة غربيين من مخيمات اللاجئين الصحراويين في تندوف بالجزائر معقل جبهة البوليساريو. ألقت جبهة البوليساريو ، التي تدير مخيمات اللاجئين، اللوم في البداية على تنظيم القاعدة في بلاد المغرب الإسلامي. أصدرت حركة التوحيد والجهاد في غرب إفريقيا في ديسمبر مقطع فيديو للمختطفتين الإيطاليتين والإسبانيتين بالإضافة إلى رجل إسباني، وطالبت بمبلغ 30 مليون يورو لإطلاق سراحهم. تم إطلاق سراح الرهائن الثلاثة في يوليو 2012 مقابل 18 مليون دولار وإطلاق سراح ثلاثة إسلاميين.  في 3 مارس 2012، أعلنت حركة التوحيد والجهاد في غرب إفريقيا مسؤوليتها عن تفجير سيارة مفخخة في قاعدة للشرطة شبه العسكرية في تمنراست أسفر عن إصابة 10 جنود ومدني واحد، بعضهم في حالة خطيرة.
بعد التحذير من أنها ستهاجم أهدافًا فرنسية بسبب دورها في مهاجمة شمال مالي، يُشتبه في أن حركة التوحيد والجهاد في غرب إفريقيا نفذت تفجيرين بسيارتين مفخختين في النيجر في 23 مايو 2013.  في مارس 2014، أفادت مصادر عسكرية مالية بمقتل عمر ولد حماها وعدنان أبو وليد الصحراوي في غارة جوية فرنسية في الشمال الشرقي.  وقد ثبت لاحقًا أن التقارير التي أفادت بمقتل الصحراوي كاذبة.
اتهمت حكومة النيجر جماعة التوحيد والجهاد في غرب إفريقيا باختطاف عامل الإغاثة الأمريكي جيفري وودكي في 12 أكتوبر 2016. قتل مسلحون حارسي الأمن في منزل وودكي، وأسروا وودكي، وبحسب ما ورد أخذوه عبر الحدود مع مالي باتجاه ميناكا.

### الاستيلاء على كاغو
خلال تمرد الطوارق في أواخر مارس 2012، شاركت حركة التوحيد والجهاد في غرب إفريقيا في الاستيلاء على كاغو، جنبًا إلى جنب مع أنصار الدين . في 9 أبريل، ادعت حركة التوحيد والجهاد في غرب أفريقيا اختطاف سبعة جزائريين من القنصلية في جاو، بما في ذلك القنصل ونائب القنصل .  تم تصوير عملية اختطاف القنصل من قبل قناة الجزيرة.  بعد ثلاثة أيام، أصدرت بيانًا جاء فيه أن الرهائن يعاملون بشكل جيد "وفقًا للشريعة الإسلامية " وطالبوا بتحرير أعضاء حركة التوحيد والجهاد في غرب أفريقيا المسجونين في الجزائر مقابل موظفي القنصلية، وفقًا لمصادر ذكرتها صحيفة الشروق الجزائرية.  تم إطلاق سراح ثلاثة من الدبلوماسيين في يوليو 2012.
وبعد أن اعتقلت الجزائر ثلاثة من زعماء الإسلاميين ، هددت حركة التوحيد والجهاد في غرب إفريقيا بإعدام الرهائن ما لم تطلق الجزائر سراح نجيب الطيب ، المعروف أيضًا باسم عبد الرحمن أبو إسحاق الصوفي، وهو عضو بارز في تنظيم القاعدة في بلاد المغرب الإسلامي.  وأعدم نائب المستشار، طاهر تواتي، في الأول من سبتمبر،  وفقًا لوكالة أنباء نواكشوط . وقال وليد أبو سرحاوي، رئيس المجلس الحاكم لحركة التوحيد والجهاد في غرب أفريقيا: "لقد نفذنا تهديدنا. لقد قُتل الرهينة. كان لدى الجزائر الوقت لتحريك المفاوضات ولكنها لم ترغب في ذلك. لقد أعدمنا الرهينة يوم السبت".
أصدرت وزارة الخارجية الجزائرية بيانًا جاء فيه: "إن البيان الذي أعلن إعدام نائب القنصل الجزائري لا يمكن إلا أن يؤجج المفاجأة ويبرر الخطوات المتخذة لمحاولة تأكيد دقة المعلومات المرسلة في وقت متأخر من يوم السبت". في الوقت نفسه، اعتبرت صحيفة الوطن أن سياسة الجزائر المتمثلة في عدم التفاوض مع الإرهابيين المدانين أو إطلاق سراحهم من السجون عائقًا أمام إطلاق سراح الرهائن الآخرين.  توفي دبلوماسي آخر، بوعلام سايس، في الأسر بسبب مرض مزمن. تم إطلاق سراح الدبلوماسيين الناجين في 31 أغسطس 2014.
في 27 يونيو 2012، اشتبك مقاتلو حركة التوحيد والجهاد في غرب إفريقيا مع قوات الحركة الوطنية لتحرير أزواد . وسيطرت حركة التوحيد والجهاد في غرب أفريقيا على قصر الحاكم ومقر إقامة الأمين العام للحركة الوطنية لتحرير أزواد بلال أغ أشرف ، كما أسرت 40 جنديًا من الحركة الوطنية لتحرير أزواد. أصيب أغ أشرف في القتال وتم إجلاؤه إلى بوركينا فاسو لتلقي العلاج الطبي.  قام مقاتلو حركة التوحيد والجهاد في غرب أفريقيا بدوريات في شوارع المدينة طوال الليل واعتقلوا ما لا يقل عن ثلاثة أشخاص يحملون أسلحة.
في الأول من سبتمبر/أيلول 2012، استولت حركة التوحيد والجهاد في غرب إفريقيا على مدينة دوينتزا الشمالية ، والتي كانت تحت سيطرة ميليشيا علمانية من قبيلة سونغاي ، وهي غاندا إيسو ( سونغاي تعني "أبناء الأرض"). وقال عمر ولد حماها إن الجماعة كانت لديها اتفاق مع غاندا إيسو لحكم المدينة، ولكنها قررت بعد ذلك الاستيلاء عليها عندما بدا أن الميليشيا تتصرف بشكل مستقل.  وبعد أن حاصرت قوات حركة التوحيد والجهاد في غرب إفريقيا المدينة، ورد أن الميليشيا استسلمت دون قتال ثم تم نزع سلاحها.
أدرجتها الولايات المتحدة كجماعة إرهابية في 7 ديسمبر 2012 والأمم المتحدة قبل يومين.   وفي 2 يونيو 2014 أدرجتها حكومة كندا كجماعة إرهابية.